# Blutrausch farkasfalka
A Blutrausch farkasfalka a Kriegsmarine tengeralattjárókból álló második világháborús támadóegysége volt, amely összehangoltan tevékenykedett 1942. április 15. és 1942. április 19. között Skandináviától északra, a Spitzbergáktól délre. A Blutrausch (Vérszomj) farkasfalka tíz búvárhajóból állt, amelyek egy hajót 6985 brt süllyesztettek el. A tengeralattjáróknak nem volt vesztesége.

## A farkasfalka tengeralattjárói
| A hajó száma | Parancsnoka          | Részvétel kezdete | Részvétel vége     |
| ------------ | -------------------- | ----------------- | ------------------ |
| U–209        | Heinrich Brodda      | 1942. április 15. | 1942. április 15.. |
| U–376        | Friedrich-Karl Marks | 1942. április 15. | 1942. április 19.  |
| U–377        | Otto Köhler          | 1942. április 15. | 1942. április 17.  |
| U–378        | Alfred Hoschatt      | 1942. április 15. | 1942. április 19.  |
| U–403        | Heinz-Ehlert Clausen | 1942. április 15. | 1942. április 18.  |
| U–436        | Günther Seibicke     | 1942. április 15. | 1942. április 19.  |
| U–454        | Burckhard Hackländer | 1942. április 15. | 1942. április 19.  |
| U–456        | Max-Martin Teichert  | 1942. április 15. | 1942. április 19.  |
| U–589        | Hans-Joachim Horrer  | 1942. április 15. | 1942. április 19.  |
| U–592        | Carl Borm            | 1942. április 15. | 1942. április 19.  |

## Elsüllyesztett hajó
| Dátum              | A búvárhajó száma | A hajó neve   | Nemzetisége        | Vízkiszorítása | Konvoj |
| ------------------ | ----------------- | ------------- | ------------------ | -------------- | ------ |
| 1942. április 116. | U–403             | Empire Howard | Egyesült Királyság | 6985           | PQ–14  |